# The Love of Siam
The Love of Siam (รักแห่งสยาม) è un film del 2007 diretto da Chookiat Sakveerakul.
La pellicola, di produzione thailandese, racconta una storia d'amore romantico tra due ragazzi adolescenti, uno dei quali gay. Principale elemento innovativo è quello d'esser stato il primo film thailandese che discute con franchezza la sessualità adolescenziale.

## Trama

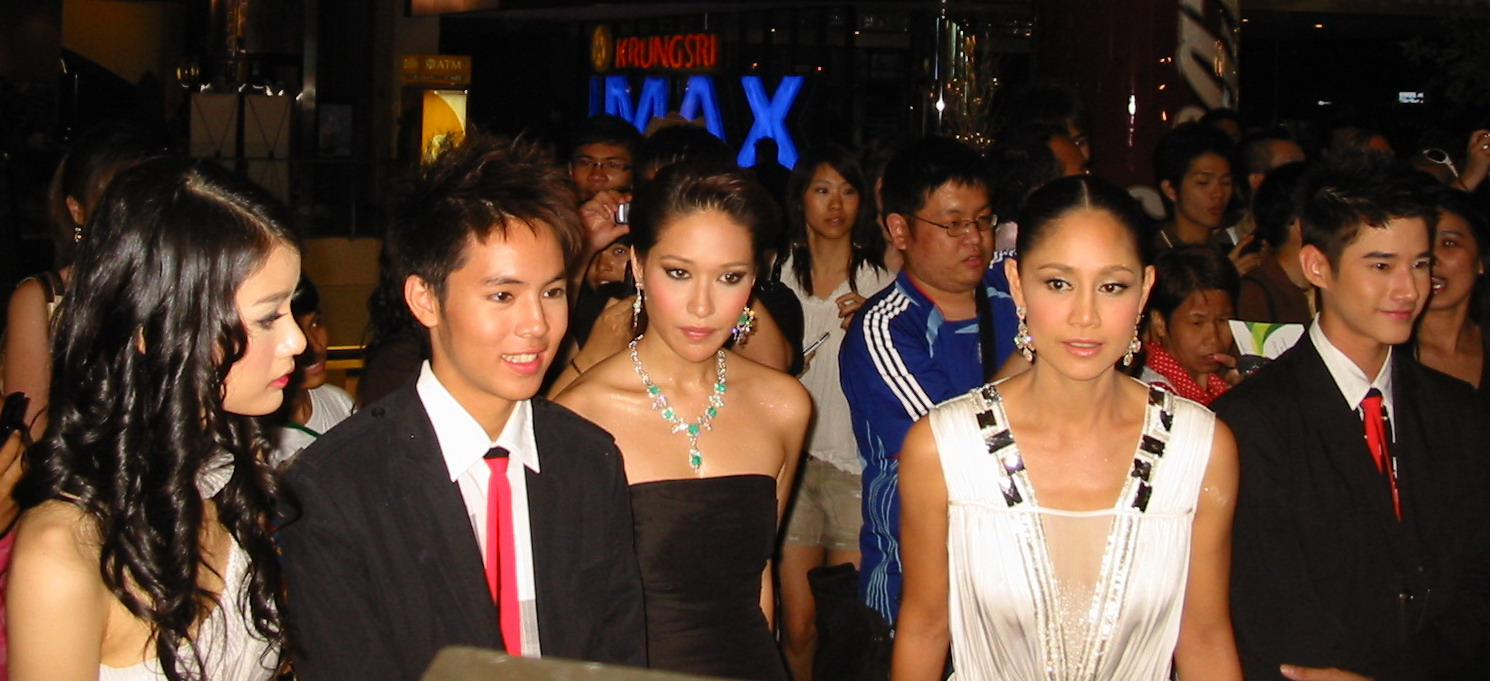
I giovani protagonisti alla presentazione ufficiale del film

Mew e Tong sono due bambini di dieci anni vicini di casa, il primo è un po' effeminato e di carattere testardo mentre il secondo è più maschile ed energico e vive coi genitori e la sorella maggiore, una famiglia cattolica thailandese. Dopo aver accidentalmente gettato del chewing gum nei capelli di Mew, Tong cerca di far amicizia.
I due sono anche compagni di scuola, e qui il tranquillo Mew è preso in giro e perseguitato dagli altri studenti per i suoi modi da femminuccia: solo Tong interviene per difenderlo, a costo di litigare con quelli che precedentemente credeva essere suoi amici. Inizia così un rapporto di confidenza tra i due ragazzi. Nel frattempo Mew impara a suonare il pianoforte e ad amare la musica guidato dall'abile guida della nonna.
Vari avvenimenti, grandi e piccoli, accadono da allora in poi, rafforzando costantemente e sempre più la bella amicizia sbocciata tra Tong e Mew. Dopo un certo periodo però accade che la famiglia di Tong debba trasferirsi in un'altra parte di Bangkok: il giorno del trasloco Tong trova Mew seduto sul bordo della banchina che si affaccia sul molo e, dopo averlo salutato, si allontana in macchina.
Sembra un addio, al piccolo Mew pare proprio d'aver definitivamente perduto quello che ormai considerava essere il suo primo vero grande amico e non riesce a trattenersi dal piangere disperatamente.
Sono passati sei anni, ormai i due sono entrambi adolescenti, il padre di Tong è diventato un alcolista cronico, a causa del suo senso di colpa per aver perduto la figlia (scomparsa anni prima e mai più ritrovata). Tong si vede con una ragazza graziosa, Donut, ma sembra sempre molto teso e non perfettamente a proprio agio vicino a lei.
Durante l'ultimo anno di liceo capita un avvenimento davvero imprevisto, i due bambini di un tempo tanto amici ed affezionati l'uno all'altro si incontrano nuovamente: Mew è diventato un autentico talento musicale ed è la voce solista in una boy band giovanile chiamata "August". Il ritrovarsi suscita in entrambi antichi sentimenti creduti assopiti per sempre e dimenticati, e l'amore nutrito da Mew nei confronti di Tong fin da quando era decenne sboccia nuovamente più forte di prima.
Il manager della band, Aod, convince Mew a scrivere una canzone d'amore con l'intento di riuscire così a vendere più dischi ed assegna loro un'assistente, Jun, la quale sembra essere la sosia della sorella scomparsa di Tong. Sorprendentemente la ragazza sembra sapere troppe cose del passato riguardante la famiglia di Tong.
Intanto Mew è oggetto d'una cotta non corrisposta da parte d'una ragazzina che si comporta nei suoi confronti in maniera ossessiva ed asfissiante: Ying, questo il suo nome, arriva ad utilizzare una bambolina voodoo ed altri trucchi per trattener vicino a sé il bello ed aggraziato Mew. Sfortunatamente per lei Mew è molto più interessato sentimentalmente al suo amico d'infanzia Tong, che ora diventa anche la fonte d'ispirazione per le nuove canzoni di Mew.
Tutta la band ed anche il manager rimangono impressionati dalla bravura di composizione e capacità creativa dimostrata da Mew: cantando per la prima volta in pubblico la canzone d'amore dedicata a Tong, Mew dà un'interpretazione superlativa e la giovane Jun intuisce a chi è rivolto il testo.
I due ragazzi riusciranno finalmente a rimanere soli e qui, nel cortile di casa di Tong, per la prima volta condividono un lunghissimo ed appassionato bacio: accidentalmente Sunee, la madre di Tong, ne è testimone. Il giorno seguente si dirige da Mew e gli impone con fermezza di star lontano da suo figlio e di non azzardarsi più a tentar di corromperlo. La donna è riuscita così a creare una spaccatura tra i due ragazzi; Mew perde improvvisamente tutta la sua ispirazione e col cuore a pezzi abbandona il gruppo.
Arriva dicembre e, mentre aiuta ad addobbare l'albero, Tong ritorna sull'argomento del suo orientamento sessuale riuscendo a farlo accettare anche alla madre. Più tardi il ragazzo si dirige ad un appuntamento con Donut; Mew, riuscito nel frattempo a rientrare a farne parte, canta con la band in un luogo non lontano dall'appuntamento dell'amico. Tong lo vede e decide finalmente di lasciare Donut confessandole di non averla mai veramente amata. Si precipita verso Mew che si trova assieme a Ying (la quale ha ormai da molto accettato tranquillamente il fatto che il suo innamorato sia omosessuale).
Tong gli dice di non esser sicuro di poter essere il suo ragazzo, ma "questo non significa che io non ti amo sul serio". Il film termina con Mew che ringrazia Tong di esser tornato vicino a lui: mostrando così che l'amore è una forma evoluta d'attaccamento che trascende la stessa attrazione sessuale fisica.